# Naḥnu jund Allāh jund al-Waṭan
Nahnu jund Allah, jund al-watan (in arabo الجمهوري: نحن جند الله جند الوطن‎?, ossia "Noi siamo i soldati di Dio e della nostra terra") è l'inno nazionale del Sudan. Il brano è stato adottato come inno nel 1956

## Testo
نحن جند الله جند الوطن
ان دعى داعى الفداء لم نخن
نتحدى الموت عند المحن
نشترى المجد بأغلى ثمن
هذه الأرض لنا فليعيش سوداننا
علما بين الأمم
يا بنى السودان هذا رمزكـم
يحمل العبء و يحمي أرضكم

## Traduzione
Siamo l'esercito di Dio e della nostra terra,
Noi non manchiamo mai quando siamo chiamati al sacrificio.
Quando sfidiamo la morte, le difficoltà o il dolore,
Noi diamo la nostra vita, come il prezzo della gloria.
Che questa nostra terra, il Sudan, viva a lungo, Mostrando tutte le nazioni la strada.
Figli del Sudan, convocati a servire subito,
Abbiamo il compito di preservare il nostro paese.